# اچ‌ام‌اس آریل (۱۷۷۷)
اچ‌ام‌اس آریل (۱۷۷۷) (به انگلیسی: HMS Ariel (1777)) یک کشتی است که طول آن ۱۰۸ فوت (۳۲٫۹ متر) می‌باشد. این کشتی در سال ۱۷۷۷ ساخته شد.